# عمرو بن جهم
الصحابي عمرو بن جَهْم بن قيس بن عبد شراحيل بن هاشم بن عَبْد مناف بن عبد الدار بن قصَيّ العبدي كان هو وأَخوه خزيمة وأَبوهما جَهْم وأم حرملة بنت عبد الأسود زوجة جهم ممن هاجر أَرض الحبشة في الهجرة الثانية، ورجعوا في السفينتين اللتين رجع فيهما من بقي من الصحابة مع عمرو بن أمية إِلى المدينة سنة 7 هـ.

## أنظر أيضاً
- جهم بن قيس.
- خزيمة بن جهم.